# Sydlige alper
De sydlige alper (maori: Kā Tiritiri o te Moana; officielt Southern Alps / Kā Tiritiri o te Moana) er en bjergkæde, der strækker sig langs det meste af længden af Sydøen, New Zealand og når sine største højder nær dens vestlige del.
Navnet "sydlige alper" refererer normalt til hele bjergkæden, selvom der gives separate navne til mange af de mindre områder, der udgør en del af den.
Bjergkæden omfatter Sydøens hovedskel (engelsk: Main Divide), der adskiller vandoplandene på den mere tætbefolkede østlige side af øen fra dem på vestkysten.
Administrativt set danner hovedskellet grænsen mellem Marlborough-, Canterbury- og Otago-regionerne mod sydøst og Tasman- og West Coast-regionerne mod nordvest.

## Navne
Bjergkæden maori-navn er Kā Tiritiri o te Moana, der betyder "havets luftspejling".
Den engelske opdagelsesrejsende James Cook tildelte navnet sydlige alper den 23. marts 1770, idet han beundrede deres "bemærkelsesværdige højde". De var tidligere blevet bemærket af Abel Tasman i 1642, hvis beskrivelse af Sydøens vestkyst ofte oversættes til "et land højt hævet".
Efter vedtagelsen af lov om skadesregulering til Ngāi Tahu-stammen i 1998, blev det officielle navn på området opdateret til Southern Alps / Kā Tiritiri o te Moana.

## Geografi
De sydlige alper løber omkring 500 km nordøst til sydvest. Det højeste punkt er Mount Cook, det højeste punkt i New Zealand i 3.724 meter. De sydlige alper omfatter seksten andre punkter, der overstiger 3.000 meter i højden. Bjergkæderne er gennemskåret af gletsjerdale, hvoraf mange er fyldt med gletsjersøer på den østlige side, herunder Lake Coleridge i nord til Lake Wakatipu i Otago i syd. Ifølge en opgørelse foretaget i slutningen af 1970'erne indeholdt de sydlige alper over 3.000 gletsjere større end én hektar, hvoraf den længste – Tasman-gletsjeren – er 23,5 kilometer i længden og har trukket sig tilbage fra et nyere maksimum på 29 kilometer i 1960'erne.
Bosættelser omfatter Maruia Springs, en spa nær Lewis-passet og byerne Arthur's Pass og Mount Cook Village.
Større krydsninger af de sydlige alper i det newzealandske vejnet inkluderer Lewis-passet (SH 7), Arthurs pas (SH 73), Haast-passet (SH 6), og vejen til Milford Sound (SH 94).

### Klima
New Zealand har et fugtigt maritimt, tempereret klima med de sydlige alper, der ligger vinkelret på den fremherskende vestlige luftstrøm. Årlig nedbør varierer meget i området, fra 3.000 millimeter ved vestkysten, 15.000 millimeter tæt på hovedskellet, til 1.000 millimeter 30 kilometer øst for hovedskellet. Den megen nedbør driver væksten af gletsjere over snegrænsen. Store gletsjere og snefelter kan findes vest for eller på hovedskellet, med mindre gletsjere længere mod øst.
På grund af sin orientering vinkelret på de fremherskende vestenvinde, skaber bjergkæden fremragende forhold til svæveflyvning. Byen Omarama, i læ af bjergene, har fået et internationalt ry for sine svæveflyvningsforhold. De fremherskende vestenvinde skaber også et vejrmønster kendt som Nor'west-buen, hvor fugtig luft skubbes op over bjergene og danner en bue af skyer på en ellers blå himmel. Dette vejrmønster er ofte synligt om sommeren på tværs af Canterbury og det nordlige Otago. "Nor'wester" er en fønvind, der ligner Chinook i Canada, hvor bjergkæder i vejen for fremherskende fugtige vinde tvinger luften opad og dermed afkøler luften og kondenserer fugten til regn, hvilket producerer varme tørre vinde i den faldende vind på læsiden af bjergene.

## Geologi
De sydlige alper ligger langs en geologisk pladegrænse, en del af Ildringen, med Stillehavspladen mod sydøst, der skubber mod vest og kolliderer med den nordgående indo-australske plade mod nordvest. I løbet af de sidste 45 millioner år har kollisionen skubbet 20 km tykkelse af sten op på Stillehavspladen for at danne alperne, selvom meget af dette er eroderet væk. Opløftningen har været hurtigst i løbet af de sidste 5 millioner år, og bjergene bliver fortsat hævet i dag af tektonisk tryk, hvilket forårsager jordskælv på alpeforkastningen og andre nærliggende forkastninger. På trods af den betydelige opløftning er det meste af den relative bevægelse langs alpeforkastningen sideværts, ikke lodret. Der forekommer dog et betydeligt fald på pladegrænsen mod nord og øst for Nordøen, i Hikurangi-graven og Kermadec-graven. Overførslen af bevægelse fra sideværts på alpeforkastningen til lodret bevægelse ved disse subduktionszoner mod nord skaber Marlborough-forkastningssystemet, der har resulteret i betydelige opløftning i området.
I 2017 rapporterede et stort internationalt hold af videnskabsmænd, at de under Whataroa, en lille by ved alpeforkastningen, havde opdaget "ekstrem" hydrotermisk aktivitet, der "kunne være kommercielt meget betydelig".

## Planteliv
Bjergene er rige på planteliv, hvor omkring 25 % af landets plantearter findes over trægrænsen i alpine plantehabitater og græssletter med bjergbøgeskov i lavere højder (på den østlige side, men ikke i Westland). De kolde forblæste skråninger over trægrænsen er dækket af fjeldmark. Mod øst falder alperne ned til Canterbury-Otago-tue-græssletterne. Planter, der er tilpasset de alpine forhold, omfatter træagtige buske som Hebe, Dracophyllum og Coprosma, bjergsydtaksen (Podocarpus nivalis) og Carex-hårgræsser.

## Dyreliv
Bjergenes dyreliv inkluderer den endemiske klippesmutte (Xenicus gilviventris). Der er også en række endemiske insekter, der er tilpasset disse høje højder, især fluer, møl, biller og bier. Bøgeskovene i de lavere højder er vigtige levesteder for to fugle; stor kiwi (Apteryx haastii) og Sydøens kaka (Nestor meridionalis meridionalis). Kea kan findes i såvel de skovklædte områder for bjergenes fod som de højere, koldere højder. Det er verdens eneste alpepapegøje og blev engang jaget som skadedyr.

## Trusler og bevarelse
Bjergene er utilgængelige og bevarer deres naturlige vegetation. En stor del af området er godt beskyttet som en del af forskellige nationalparker, især Westland Tai Poutini nationalpark, Mount Aspiring nationalpark og Aoraki/Mount Cook nationalpark eller beskyttede områder som Lake Sumner skovpark. Det oprindelige planteliv påvirkes af indførte dyr som kronhjort (Cervus elaphus), gemse (Rupicapra rupicapra) og Himalayatahr (Hemitragus jemlahicus), som alle til tider har været udsat for regulering, mens fuglene og krybdyrene er sårbare over for indførte rovdyr.